# Wrona orientalna
Wrona orientalna (Corvus splendens) – gatunek średniego ptaka z rodziny krukowatych (Corvidae). Osiadły. Występuje przede wszystkim na południu Azji, introdukowany w wielu rejonach świata.

## Charakterystyka

### Wymiary ciała
Ciało wrony orientalnej osiąga długość 40–43 cm. Rozpiętość skrzydeł między 76 a 85 cm. Skrzydło mierzy 23,7–28,6 cm, a wymiar ogona mieści się w zakresie 15,4–17,5 cm. Długość dzioba to 4,2–5,6 cm, a skoku 4,4–5,1 cm. Masa ciała waha się między 245 a 371 g.

### Wygląd zewnętrzny
Brak wyraźnego dymorfizmu płciowego, ale samce osiągają średnio większe rozmiary. Stosunkowo długi, czarny dziób z lekko zakrzywioną końcówką. Czoło strome, prawie płaskie. Pióra skrzydeł stosunkowo szerokie, szczególnie lotki pierwszorzędowe. Ogon dosyć długi. Przednia część głowy, czoło, gardło i górne partie piersi lśniącoczarne. Kark, szyja oraz boki piersi i głowy szare, przechodzące w matową, prawie czarną barwę w spodnich fragmentach ciała. Grzbiet szaroczarny, ciemniejszy w okolicach kupra. Skrzydła oraz ogon czarne i błyszczące. Nogi czarne. Tęczówki czarnobrązowe.
Osobniki młode mają mniej wyraziste upierzenie. Te fragmenty, które u dorosłych ptaków są szare, u młodych mają bardziej wypłowiały odcień. Pióra wrony orientalnej zyskują połysk w drugim roku życia.

## Występowanie

### Środowisko
Występuje w pobliżu siedzib ludzkich, zarówno na terenach miejskich, jak i na wsiach, a także na obszarach leśnych. Nie są znane przypadki populacji żyjących niezależnie od osiedli człowieka. Na ogół występuje na nizinach i wysokościach do 1600 m, ale rejestrowano przypadki pojawiania się wrony orientalnej w Himalajach na wysokości 4240 metrów.

### Zasięg występowania
Zamieszkuje Pakistan, Bangladesz, Indie, Sri Lankę, Malediwy i Lakszadiwy, Nepal, Bhutan, Mjanmę oraz Junnan. Pojawia się również w skrajnie południowej części Afganistanu. Ponadto gatunek ten rozprzestrzenił się za pośrednictwem statków w części Afryki, Bliskiego Wschodu, Europy i na kilku wyspach, m.in. na Mauritiusie, a także wprowadzono go na niektóre tereny w celu pozbycia się problemu odpadków zalegających w miastach. Nienaturalne pojawienie się odnotowano również w Polsce.
Populacje żyjące w holenderskiej miejscowości Hoek van Holland oraz w Hadze pokazują, że wrona orientalna jest w stanie przetrwać w klimacie umiarkowanym i przeżyć zimę z temperaturami dochodzącymi do -8 °C.

## Pożywienie
Gatunek wszystkożerny. Spożywa padlinę, bezkręgowce, małe kręgowce oraz pokarmy pochodzenia roślinnego, np. nasiona. Często pojawia się na wysypiskach śmieci i w pobliżu zakładów produkujących żywność oraz sklepów, gdzie poszukuje resztek jedzenia. Ponadto uszkadza uprawy poprzez wyciąganie sadzonek z ziemi. Znane są przypadki wykradania przez wrony orientalne z budynków ziarna, ryżu i innych pokarmów. Zjada także jaja i pisklęta innych ptaków, m.in. czaplowatych i wikłaczowatych. Żywi się też mrówkami podczas ich rójki (wówczas łapie je w locie) i owadami oraz rybami. Może siedzieć na plecach dużych ssaków i zjadać ich pasożyty, np. kleszcze. Zaspokaja pragnienie pijąc wodę z kałuży lub basenów.

## Tryb życia i zachowanie
Wrona orientalna porusza się po ziemi chodząc lub podskakując, jednocześnie trzepiąc nerwowo skrzydłami i czujnie obserwując otoczenie. Prowadzi stadny tryb życia i może łączyć się w grupy liczące setki lub tysiące osobników. Zarejestrowano przypadki, gdzie do stada wron orientalnych dołączały się papugowate i szpakowate. Opuszcza swoje kryjówki tuż przed świtem. Jej lot jest regularny i spokojny. Lata na dużych wysokościach, gdy przemieszcza się między kryjówką a miejscami, gdzie poszukuje pożywienia. Dorosłe osobniki mogą przelatywać ok. 20 kilometrów dziennie do znanych sobie źródeł pokarmu.

### Głos
Niskie, monotonne kaaa-kaaa. Istnieje wiele wariantów dźwięków wydawanych przez wronę orientalną w zależności od sytuacji.

## Rozród
Wrona orientalna uzyskuje dojrzałość płciową w trzecim roku życia.

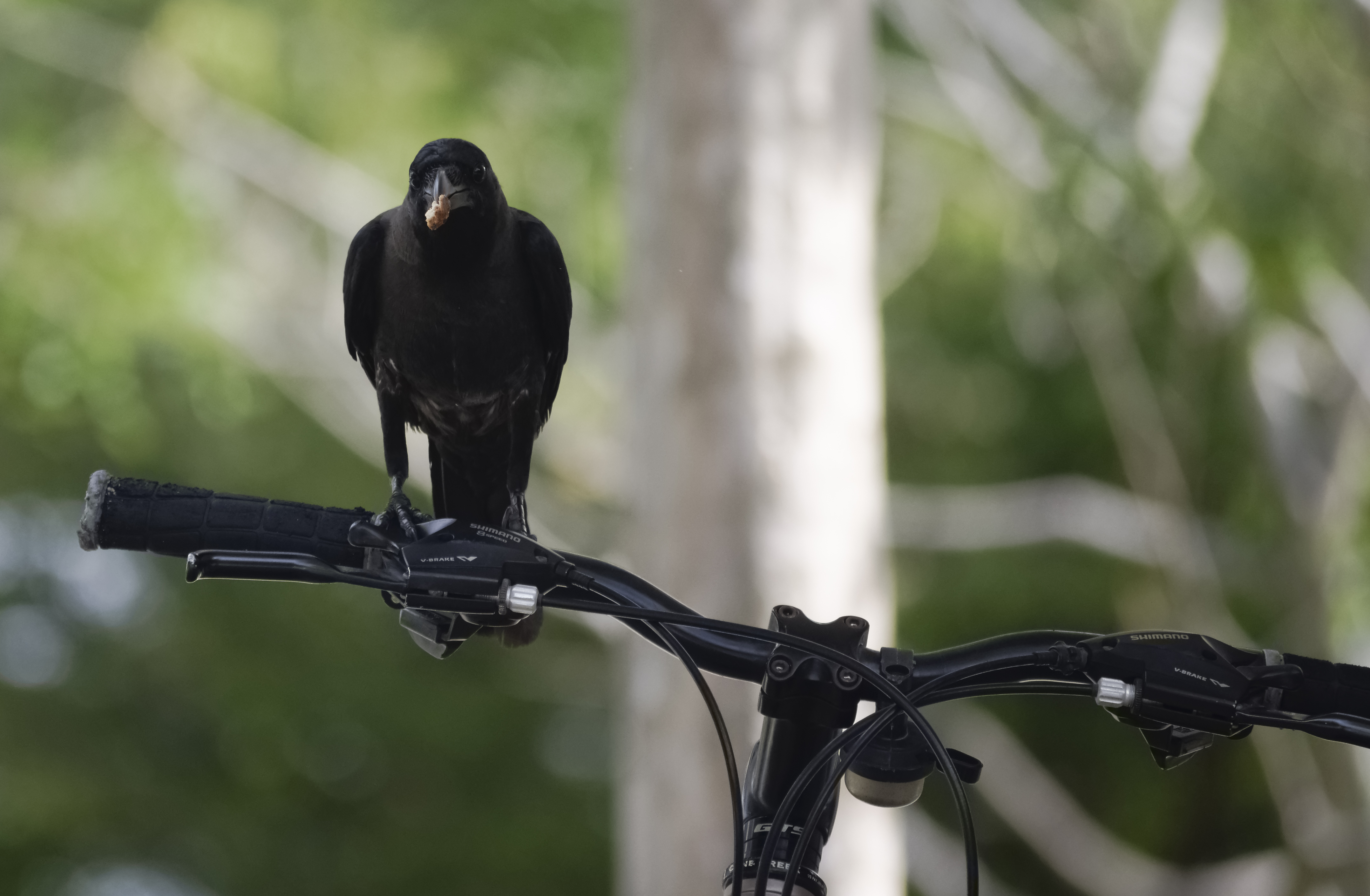
Samica podgatunku insolens sfotografowana w Kuala Lumpur

### Okres godowy
Na ogół tworzone są pary monogamiczne, ale zdarzają się odstępstwa od tej reguły.
Habitat: na drzewach, na wysokości ok. 4 metrów i wyżej w gęstym listowiu, na gzymsach budynków, słupach wysokiego napięcia i lampach ulicznych.
Gniazdoː niedbale zbudowane z gałązek lub tworzyw sztucznych zebranych z wysypisk śmieci, np. drutów, wyłożone miękkim materiałem (sierść zwierząt lub włókna roślin). Samiec i samica zbierają wspólnie materiał na jego budowę, ale ostateczną konstrukcją zajmuje się samica.

### Okres lęgowy

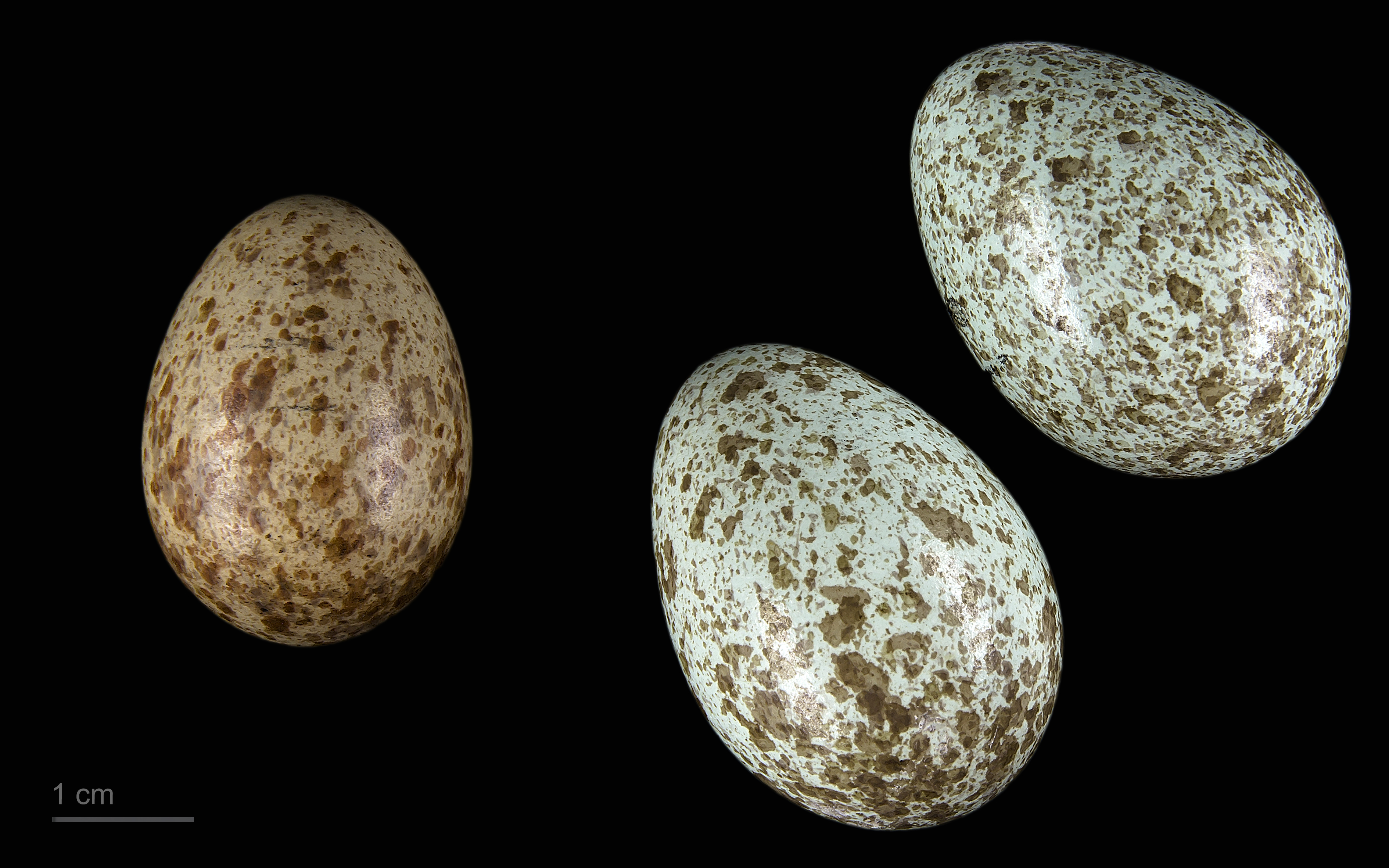
Eudynamys scolopaceus + Corvus splendens

Jaja: 4–5 jasnych, niebieskawozielonych jaj nakrapianych na brązowo w lęgu.
Wysiadywanie: trwa 16–17 dni i zarówno samiec, jak i samica wysiadują jaja. Możliwe jest wyprowadzenie dwóch lęgów w ciągu roku. Na terenach, gdzie występuje naturalnie, okres lęgowy trwa od kwietnia do czerwca (lub od kwietnia do sierpnia w Indiach), natomiast we wschodniej Afryce od września do stycznia. Zdarza się, że wysiadującym jaja wronom podrzucane są jaja kukiela wielkiego.
Pisklęta: karmione przez oboje rodziców. Pozostają w gnieździe przez trzy do czterech tygodni.

## Podgatunki
Międzynarodowy Komitet Ornitologiczny (IOC) wyróżnia 5 podgatunków C. splendens.
| Wyróżniane podgatunki             | Wyróżniane podgatunki | Wyróżniane podgatunki |
| --------------------------------- | --- | --------------------- |
| C. s. splendens Vieillot, 1817    | Podgatunek nominatywny. Indie, Lakszadiwy, Nepal, Bhutan, Bangladesz. |                       |
| C. s. zugmayeri Laubmann, 1913    | Południowe wybrzeże Iranu, Pakistan, południowy Kaszmir, północno-zachodnie Indie. Upierzenie o wiele jaśniejsze niż u podgatunku nominatywnego i najjaśniejsze spośród wszystkich podgatunków.                                    |                       |
| C. s. protegatus Madarász, 1904   | Sri Lanka, południowo-zachodnie Indie. Szare partie upierzenia znacznie ciemniejsze niż u podgatunku nominatywnego. |                       |
| C. s. maledivicus Reichenow, 1904 | Lakszadiwy i Malediwy. Podobny do C. s. protegatus, ale dorosłe osobniki są większe i mają na karku odcień szarości pozbawiony domieszek innych barw, czystszy niż w przypadku C. s. protegatus.                                   |                       |
| C. s. insolens Hume, 1874         | Południowy Tybet i Junnan, Mjanma. Dziób bardziej zakrzywiony, a szare partie upierzenia ciemniejsze niż w przypadku pozostałych podgatunków. Dźwięki wydawane przez tego ptaka mają wyższy ton niż głos podgatunku nominatywnego. |                       |

## Status
IUCN uznaje wronę orientalną za gatunek najmniejszej troski (LC, Least Concern) nieprzerwanie od 1988 roku. Całkowita liczebność populacji nie została oszacowana, ale ptak ten opisywany jest jako bardzo liczny. Trend liczebności populacji jest oceniany jako stabilny.